# Martin Schermaier
Martin Josef Schermaier (* 2. April 1963 in Attnang-Puchheim, Oberösterreich)  ist ein österreichischer Rechtswissenschaftler und Rechtshistoriker.

## Leben
Schermaier studierte an der Universität Salzburg von 1981 bis 1987 Rechtswissenschaften sowie Politik- und Kommunikationswissenschaften. Er promovierte 1991 und habilitierte sich 1995. Seine Promotion wurde mit dem Premio romanistico internazionale Gérard Boulvert, Napoli 1993 (für das beste wissenschaftliche Erstlingswerk im Bereich der Antiken Rechtsgeschichte) sowie der Goldmedaille der Universität Neapel Federico II ausgezeichnet.
Er war zunächst als Universitätsassistent am Institut für Römisches Recht (Salzburg) bei den Professoren Waldstein und Mayer-Maly (1987–1995) tätig. Es folgte ein Aufenthalt als Humboldt-Stipendiat an der Rheinischen Friedrich-Wilhelms-Universität Bonn bei Rolf Knütel (1993/1994) sowie ein Lehrauftrag an der Universität Regensburg (SS 1996), bevor er außerordentlicher Universitätsprofessor an der Universität Salzburg (1997) wurde.
Anschließend wechselte er als Lehrstuhlvertreter von Berthold Kupisch (1932–2015) an die Westfälische Wilhelms-Universität in Münster, Lehrstuhl für Römisches und Bürgerliches Recht (SS 1997–SS 1998). 1998 wurde er auf diesen Lehrstuhl als ordentlicher Universitätsprofessor berufen. Er war an dieser Universität Direktor des Instituts für Rechtsgeschichte sowie geschäftsführender Direktor des Centrums für Europäisches Privatrecht (CEP). Rufe nach Erlangen (1998) und Heidelberg (2002) lehnte er ab. So jedoch nicht den Ruf an die Rheinische Friedrich-Wilhelms-Universität, wo er den Lehrstuhl von Rolf Knütel übernahm und seit dem Wintersemester 2005/2006 Römisches und Bürgerliches Recht lehrt.
Martin Schermaier wurde 2007 als ordentliches Mitglied in die Nordrhein-Westfälische Akademie der Wissenschaften und der Künste gewählt.
Sein erster habilitierter Schüler war der Heidelberger Rechtshistoriker Christian Hattenhauer.

## Werke (Auswahl)
Schermaiers Werke widmen sich insbesondere der dogmengeschichtlichen Analyse, ausgehend vom römischen Recht. Zu seinen Publikationen zählen:
- Materia. Beiträge zur Frage der Naturphilosophie im klassischen römischen Recht (= Forschungen zum Römischen Recht. Band 38). Wien/Köln/Weimar 1992.
- Die Bestimmung des wesentlichen Irrtums von den Glossatoren bis zum BGB (= Forschungen zur Neueren Privatrechtsgeschichte. Band 29). Wien/Köln/Weimar 2000.
- Wolfgang Kunkel, Martin Schermaier: Römische Rechtsgeschichte. 14. Auflage. UTB, Köln/Wien 2005.
- D. 41,1,24 und 26 pr. Ein Versuch zur Verarbeitungslehre des Paulus. In: Zeitschrift der Savigny-Stiftung für Rechtsgeschichte. Romanistische Abteilung, Bd. 105, 1988, S. 436–487.
- Ulpian als „wahrer Philosoph“. Notizen zum Selbstverständnis eines römischen Juristen. In: Ars boni et aequi. Festschrift für Wolfgang Waldstein zum 65. Geburtstag. Stuttgart 1993, S. 303–322.
- Die Umgehung des Vorkaufsrechts durch „kaufähnliche Verträge“. In: Archiv für die civilistische Praxis. Bd. 196, 1996, S. 256–275.